# Piketon (Ohio)
Piketon es una villa ubicada en el condado de Pike en el estado estadounidense de Ohio. En el Censo de 2010 tenía una población de 2181 habitantes y una densidad poblacional de 329,33 personas por km².

## Geografía
Piketon se encuentra ubicada en las coordenadas 39°3′52″N 82°59′40″O / 39.06444, -82.99444. Según la Oficina del Censo de los Estados Unidos, Piketon tiene una superficie total de 6.62 km², de la cual 6.48 km² corresponden a tierra firme y (2.11%) 0.14 km² es agua.

## Demografía
Según el censo de 2010, había 2181 personas residiendo en Piketon. La densidad de población era de 329,33 hab./km². De los 2181 habitantes, Piketon estaba compuesto por el 97.29% blancos, el 0.87% eran afroamericanos, el 0.09% eran amerindios, el 0.23% eran asiáticos, el 0% eran isleños del Pacífico, el 0% eran de otras razas y el 1.51% pertenecían a dos o más razas. Del total de la población el 0.32% eran hispanos o latinos de cualquier raza.